# Starše község
Starše község (szlovén nyelven Občina Starše) Szlovénia 212 alapfokú közigazgatási egységének, azaz községének egyike a Podravska statisztikai régióban. Adminisztratív központja Starše város. A községet 1998-ban alapították, a történelmi szlovén Stájerország (Štajersko) régió része.

## A községhez tartozó települések
A községhez Starše székhelyen kívül a következő települések tartoznak:
- Brunšvik
- Loka
- Marjeta na Dravskem Polju
- Prepolje
- Rošnja
- Trniče
- Zlatoličje

## Népesség
| Lakosok száma | 4050 | 4108 | 4178 | 4099 | 4085 | 4062 | 4056 | 4013 | 4011 | 4034 |
|               | 2008 | 2009 | 2011 | 2012 | 2013 | 2015 | 2016 | 2017 | 2019 | 2020 |